# Wet op het specifiek cultuurbeleid
De Wet op het specifiek cultuurbeleid is een Nederlandse wet van 11 maart 1993 (Stbl. 1993, 193) vormt de wettelijke basis voor het verstrekken van specifieke rijkssubsidies voor cultuur, via cultuurfondsen.
Deze wet kwam in de plaats van de Fondsenwet scheppende kunsten uit 1981 (Stbl. 1981, 355) en trad in werking op 16 april 1993.

## Uitvoering door het ministerie vanOCW

### De cultuurnota
Het cultuurbeleid voor 2009-2012 staat in de nota "Kunst van Leven". Er is bij deze nota vergeleken met eerdere cultuurnotas minder bureaucratie bij de aanvraag van subsidies doordat :
- alleen landelijke instellingen subsidies van het ministerie kunnen aanvragen
- een aantal culturele instellingen en fondsen een blijvend uitzicht op subsidie krijgt
- instellingen meerjarige subsidies bij de cultuurfondsen kunnen aanvragen

Activiteiten:
- eens per vier jaar een 'cultuurnota vaststellen
- het verstrekken van subsidies op grond van de nota (en toezicht op uitvoering)
- via een machtiging kan de minister fondsen oprichten die de verbreiding van cultuur bevorderen;

## Uitvoering door het ministerie OCW, provincies en gemeenten

### Subsidie via een bestuursovereenkomst
De minister kan op aanvraag specifieke cultuuruitkeringen van ten minste € 4500 geven aan derden als die gebaseerd zijn op bestuursovereenkomst tussen de minister en een provincie of een gemeente.

### Een uitleennetwerk tussen bibliotheken
De minister, provincies en gemeenten bevorderen, dat de overheid de door hen bekostigde of in stand gehouden voorziening van bibliotheekwerk in een netwerk deelneemt aan het leenverkeer met andere voorzieningen van bibliotheekwerk.
Het stelsel van openbare bibliotheken in Nederland bestaat uit circa 160 basisbibliotheken die samen ongeveer 1100 vestigingen en een aantal bibliobushaltes verzorgen. Op provinciaal niveau verzorgen 11 provinciale serviceorganisaties de ondersteuning van de bibliotheken met infrastructuur, producten & diensten, transport & logistiek, en innovatie.

### Korting voor jongeren
Voor het uitlenen van boeken in openbare bibliotheken aan jongeren wordt slechts geld gevraagd als de Provincie of Gemeenten daartoe hebben besloten. Het bedrag mag maximaal 50 % van volwassenen zijn.
Activiteiten:
- bestuursovereenkomsten sluiten
- subsidies verstrekken op basis van bestuursovereenkomsten(en toezicht op uitvoering)
- subsidie oprichten en in stand houden bibliotheken (en toezicht op uitvoering)
- besluiten inzake uitleentarieven aan volwassenen en eventueel jongeren.
- subsidie oprichten en in stand houden netwerk leenverkeer (en toezicht op uitvoering)

## Kosten en middelen
De uitgaven van het ministerie van OCW aan kunsten, cultureel erfgoed en letteren en bibliotheken bedroegen over de periode 2005-2008 gemiddeld € 726 miljoen per jaar. Hiervan werd een kleine € 500 miljoen uitgegeven aan kunsten en erfgoed. Hiernaast ontvingen cultuurfondsen bijna € 94 miljoen per jaar. In deze periode bedroeg het jaarlijkse totaal aan structurele subsidies aan de 127 instellingen in deze publicatie ruim € 288 miljoen.
Ook de gemeenten en provincies subsidiëren kunst en cultuur. Het jaarlijks totaal aan cultuursubsidies van gemeenten komt op € 1,67 miljard. De provincies dragen bij met € 225 miljoen per jaar. De 127 cultuurproducerende instellingen ontvingen in de periode 2005-2008 gemiddeld € 48 miljoen per jaar via structurele subsidies van de gemeenten. De jaarlijkse structurele subsidies
van de provincies aan deze instellingen waren € 8 miljoen.
In 2008 bedroegen de subsidies van gemeenten en subsidies aan bibliotheken € 445,1 miljoen. De bezoekers betaalden € 69,7 miljoen.